# Chiesa della Madonna di Monte Oliveto

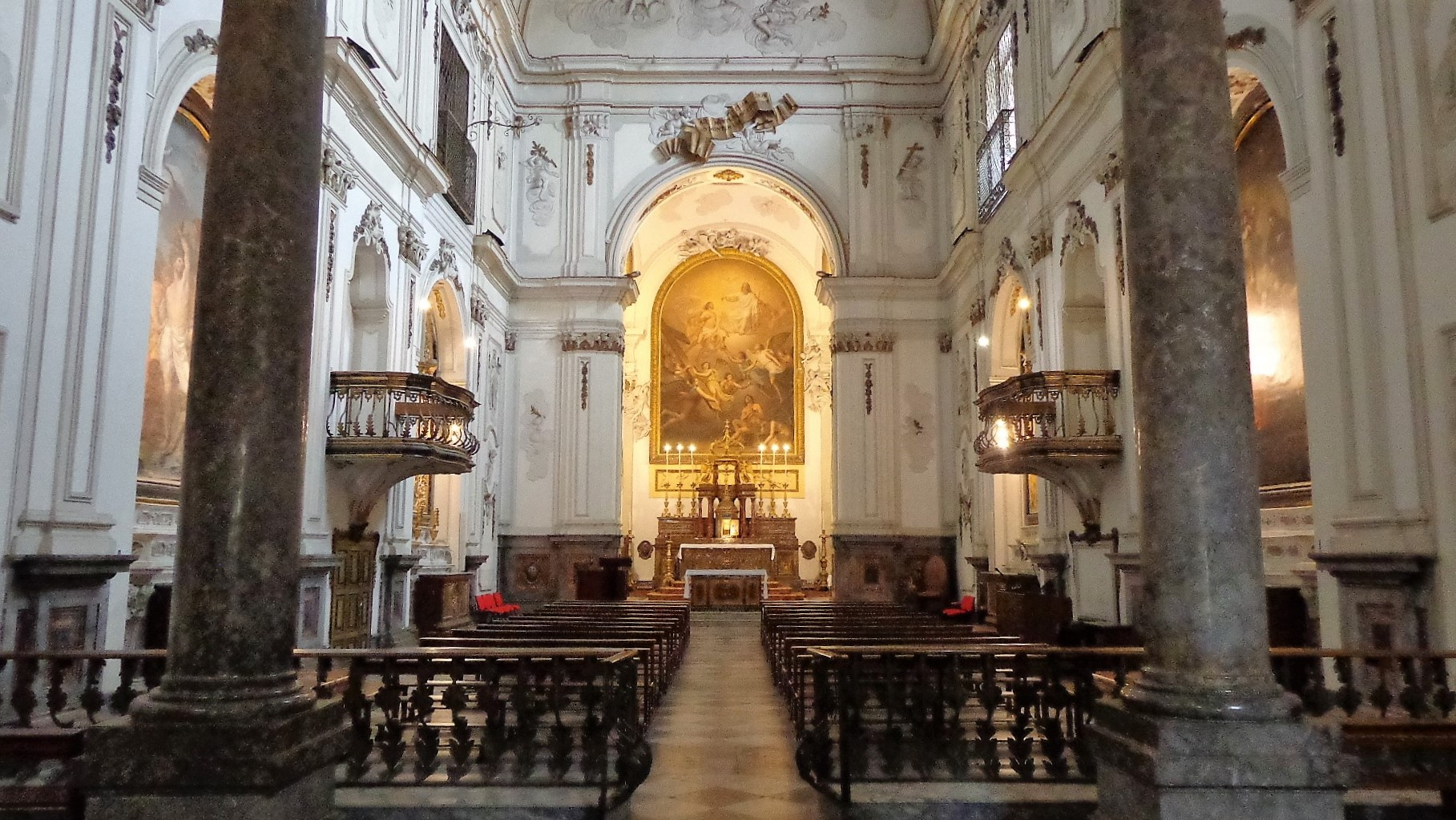
Interno.

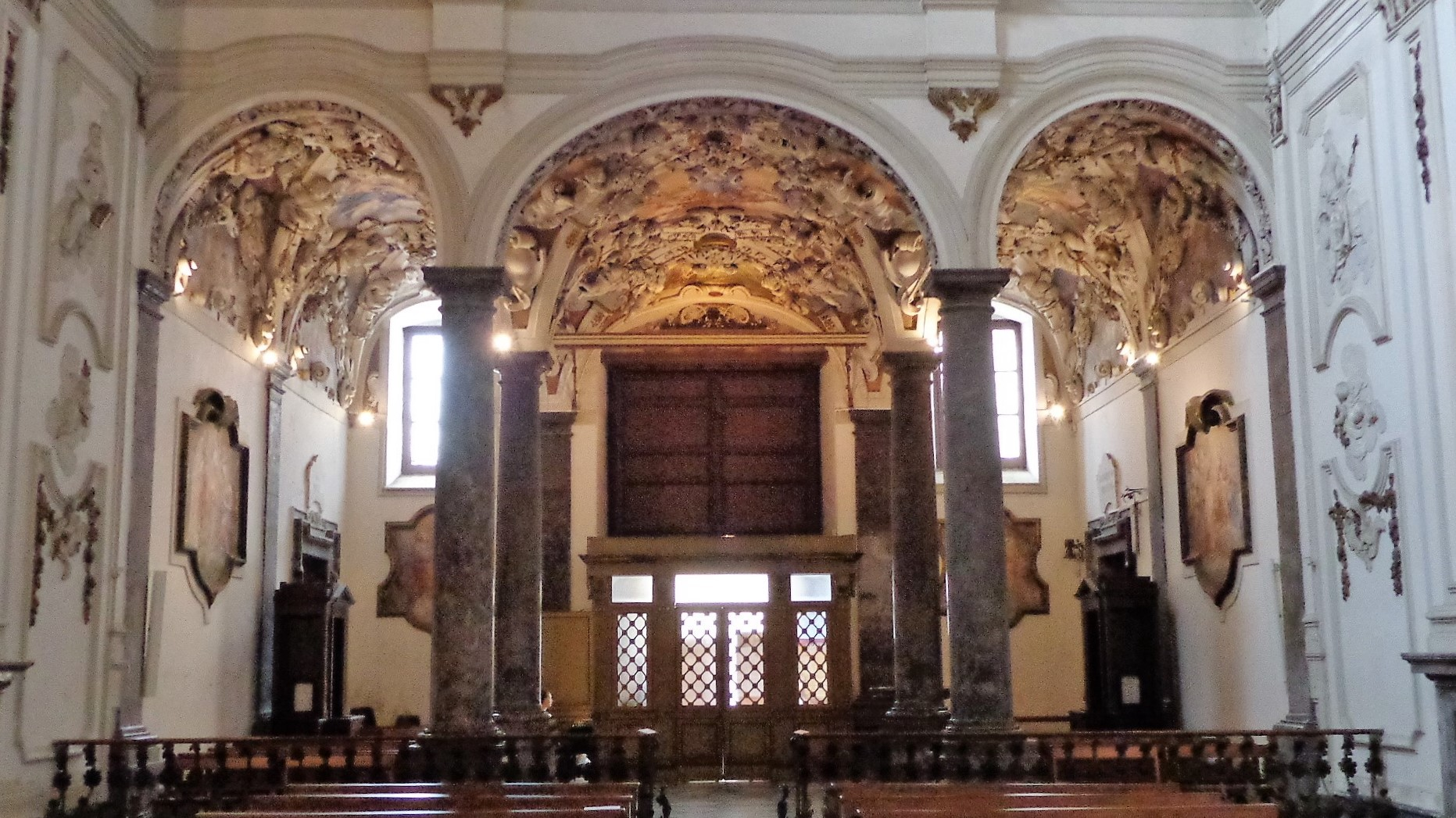
Coro e controfacciata.

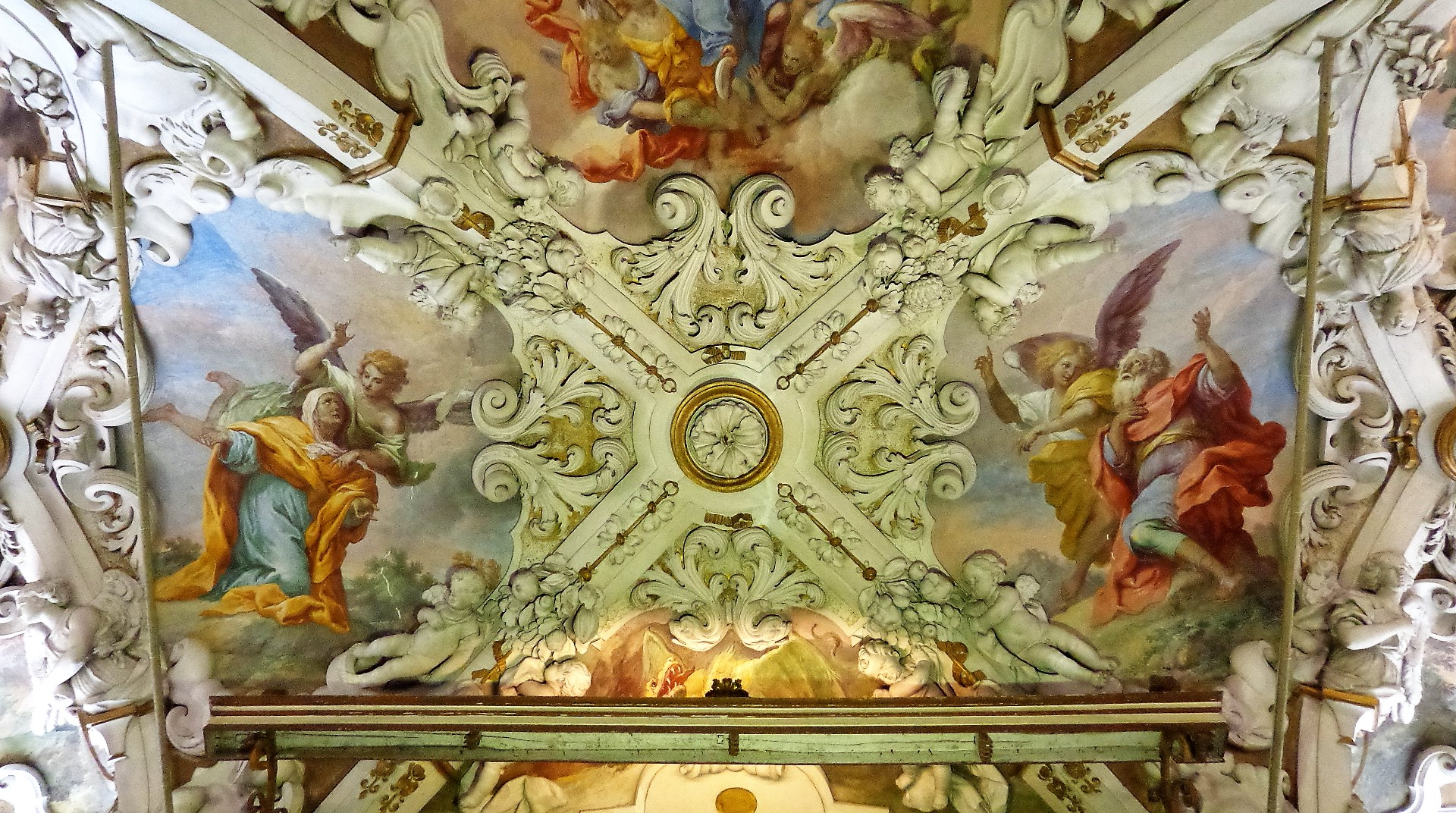
Sottocoro.

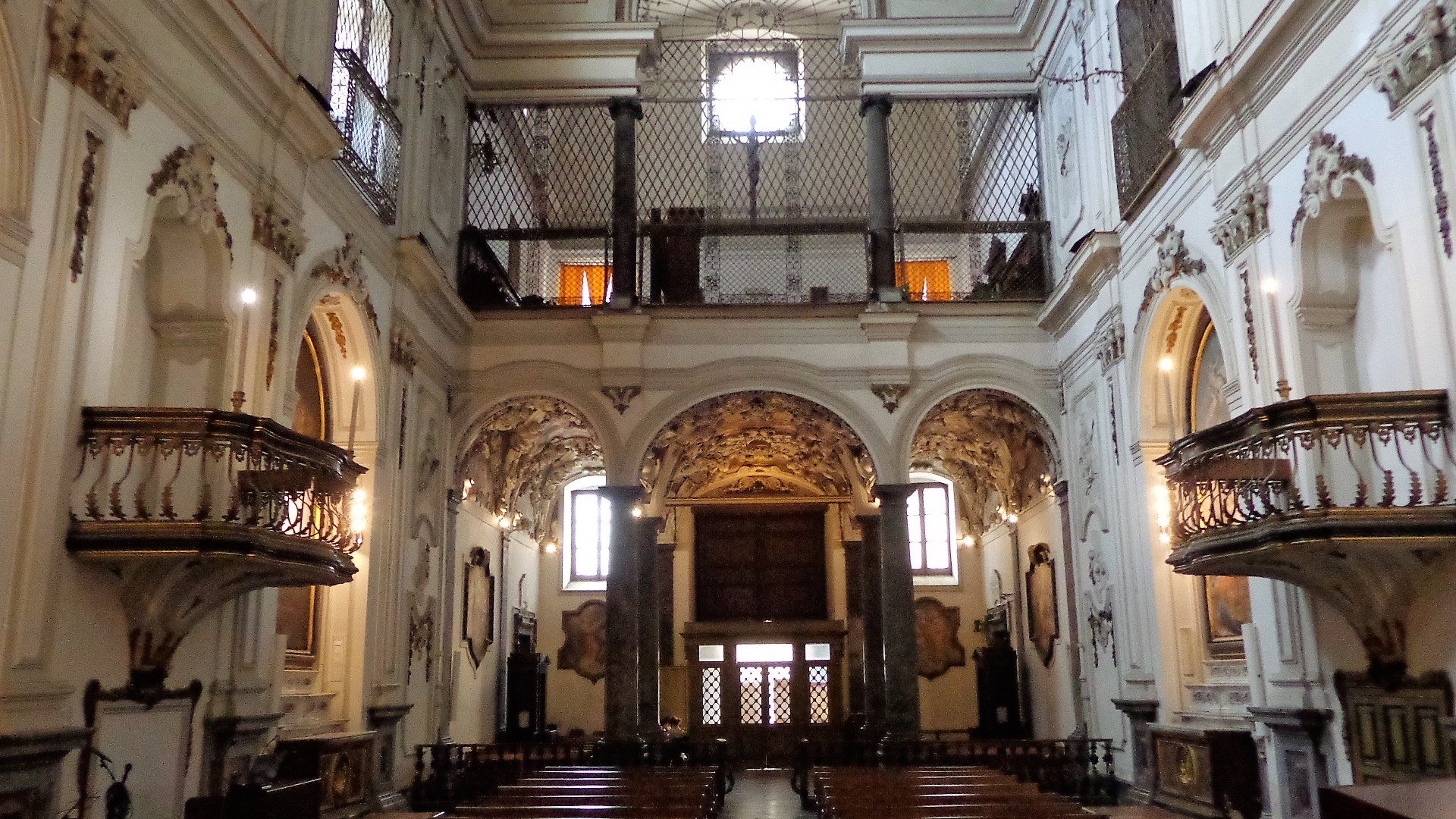
Aula.

La chiesa della Madonna di Monte Oliveto detta «Badia Nuova» è un edificio di culto situato nel centro storico di Palermo. È ubicata su via dell'Incoronazione, il prospetto della costruzione fronteggia le absidi della Cattedrale di Palermo a poca distanza dalla piazzetta Sett'Angeli.

## Architettura
Il luogo di culto è affiancato da un imponente edificio sorto adattando quel che restava del Vecchio Arcivescovado rimodulato in epoca normanna e dimora del promotore della Cattedrale, l'arcivescovo Gualtiero Offamilio. Le origini del primitivo aggregato con le medesime funzioni risalgono al 444.
- 1460, Trasferimento della Corte Vescovile nella nuova sede del Palazzo Arcivescovile ubicata sulla strada del Cassaro angolo via Bonello. La costruzione adiacente alla Cappella dell'Incoronata e alle sedi dei Marammieri della Cattedrale è adibita a monastero di Santa Maria di Monte Oliveto.
- 1527, Acquisizione di tre case dei Marammieri e costruzione della primitiva Cappella di Santa Maria di Monte Oliveto.[4]
- 1620-1623, Costruzione della chiesa di Santa Maria di Monte Oliveto o «Badia Nuova»[4] su progetto di Mariano Smiriglio, di stile ben inserito nel contesto delle absidi arabo - normanne della Cattedrale.

## Facciata
La facciata del 1628 rivolta a meridione, compresa fra due alte lesene laterali, consta al primo ordine di un ingresso centrale delimitato da finestroni con grate. Il portale è composto da due colonne di marmo grigio con capitelli ionici sormontate da un timpano arcuato e spezzato che accoglie uno stemma coronato retto da due angeli, recante l'emblema francescano. Lo Stemma francescano raffigura due braccia incrociate intorno alla Croce: quello di Cristo ignudo e l'altro di San Francesco coperto con il saio volti a rappresentare la conformità agli insegnamenti di Cristo.
Al secondo ordine, delimitata da una coppia di finestre con grate, è presente la nicchia incorniciata da lesene e timpano triangolare contenente la statua della Madonna di Monte Oliveto.
L'oculo al centro del terzo ordine è affiancato da decorative serie di volute e da figure romboidali. Il prospetto è chiuso da un quarto ordine aggiuntivo costituito da loggia del XVIII secolo che permetteva alle religiose di ammirare il panorama sul piazzale retrostante le absidi della cattedrale e su una porzione del Cassaro.

## Coro
Addossato alla controfacciata il coro sorretto da quattro colonne in pietra di Billiemi. Il soffitto del sottocoro, costituito da due grandi volte a crociera centrali e due più piccole per le corrispondenti porzioni di navate laterali, è ricoperto dagli splendidi stucchi del grande Giacomo Serpotta e del fratello Giuseppe eseguiti nel 1693. Gli affreschi, con episodi della vita della Santa Vergine, sono realizzati da Filippo Tancredi. I quadroni parietali, attribuiti a Pietro dell'Aquila sono dedicati alla patrona di Palermo Santa Rosalia e raffigurano: Comunione di Rosalia, Nozze mistiche, Santa Rosalia nell'eremo della Quisquina, L'angelo accompagna Rosalia all'eremo.
Nel coro trova luogo l'organo a canne, risalente al XVIII secolo; lo strumento è a trasmissione integralmente meccanica ed ha 7 registri su unico manuale e pedale. È documentata la presenza nella chiesa anche di un perduto organo positivo ad ala costruito nel 1754 da Antonino La Manna che si trovava sulla cantoria alla destra dell'altare maggiore.
La grande cantoria è protetta da una monumentale grata.

## Interno

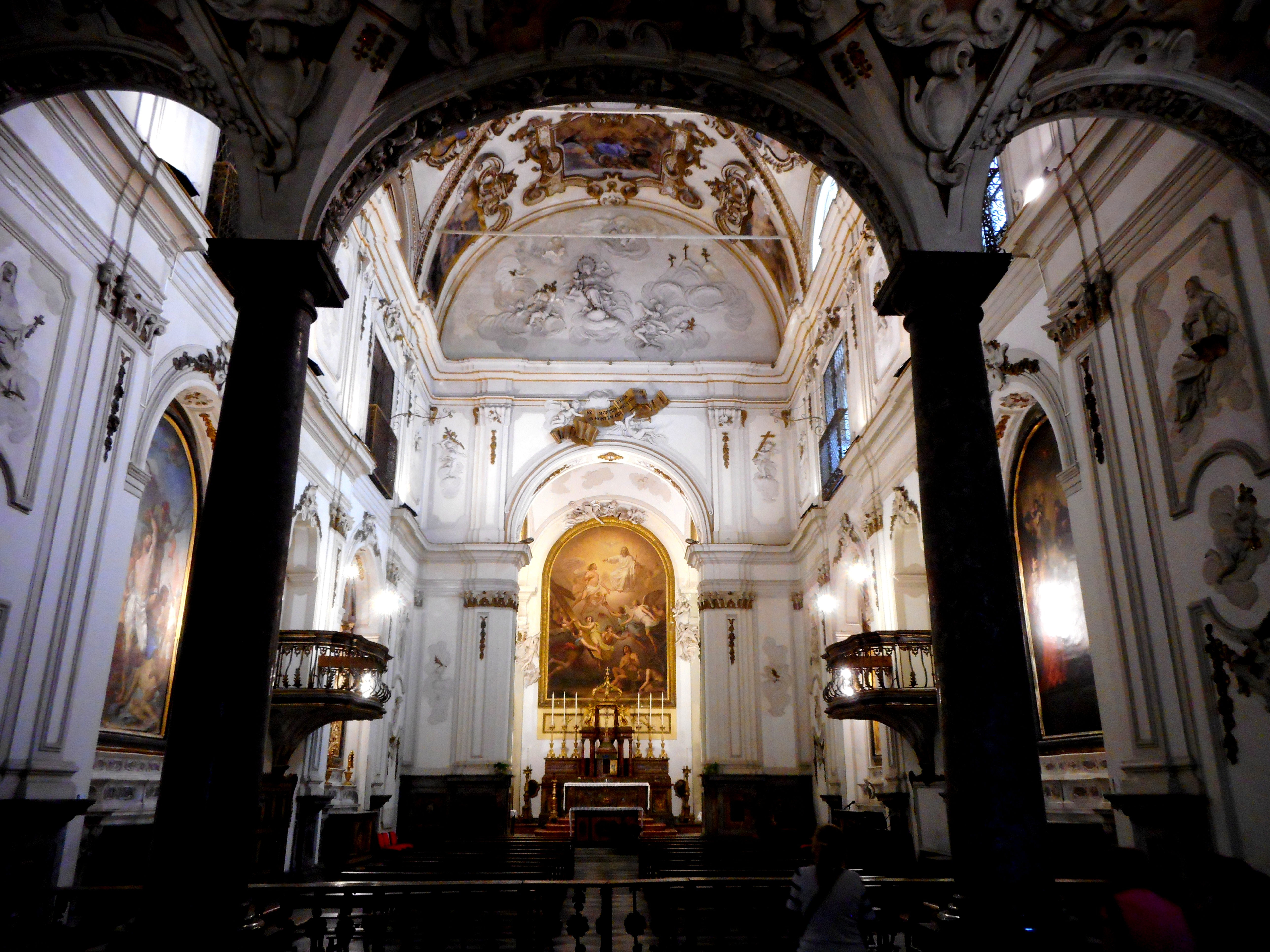
Interno dal sottocoro.

Ambiente costituito da navata singola, con due altari addossati alle pareti longitudinali sui quali sono collocati pregevoli opere, le mense sono arricchite da paliotti in agata.

### Parete destra
- Prima campata: Cappella di San Francesco d'Assisi. Altare con dipinto raffigurante San Francesco consegna a San Luigi di Francia il cordiglio dell'Ordine francescano con la figura del il Papa e San Benedetto il Moro, opera di Pietro Novelli del 1633.[8][9]
- Nicchia con cantoria.
- Seconda campata: Cappella della Vergine. Altare con statua marmorea della Vergine Maria d'impronta rinascimentale e richiami gagineschi, opera di Filippo Pennino del 1758.[9]

### Parete sinistra
- Prima campata: Cappella dei martiri francescani: Altare con dipinto raffigurante i Santi Diecimila Martiri francescani di Giuseppe d'Alvino detto «il Sozzo» e patrocinato dalla famiglia Platamone.[9]
- Nicchia con cantoria.
- Seconda campata: Cappella del Crocifisso. Altare con Crocifisso ligneo del XVII secolo collocato su artistico reliquiario barocco.

### Presbiterio
La lunetta sovrastante l'arco trionfale del presbiterio e decorata con gli stucchi di Giovanni Maria Serpotta raffiguranti la Madonna di Monte Oliveto del 1758. La volta della navata è affrescata da Pietro Novelli, al centro è presente l'Ascensione di Cristo del 1634, altri due quadroni sull'asse longitudinale, sei episodi sono alternati fra le quattro vele laterali che a loro volta contengono medaglioni e cartigli raffiguranti profeti e sibille.
Il presbiterio, di ridotte dimensioni, è caratterizzato dallo spazio circolare, balaustrato e affrescato che si innesta nel catino absidale. La grande pala d'altare è opera di Giuseppe Patania e raffigura la Santissima Trinità.
L'altare maggiore del cappellone centrale completato nel 1818 è realizzato con intarsi di pietre nobili e figure bronzee di ispirazione neoclassica, tema centrale l'Agnello Immolato e scene varie tratte dall'Antico Testamento, opera di Niccolò Puglia come si rileva da un'iscrizione posta sul lato esterno del corno sinistro dell'altare. Medesima attribuzione per gli altari minori.
Il paliotto raffigura l'Agnello sul libro dei sette sigilli e nei corni sono raffigurati il Sacrificio di Isacco a sinistra e Melchisedech che dona i pani ad Abramo a destra.
L'Allegoria della Redenzione imponente pala di Giuseppe Patania del 1818 sovrasta la mensa, raffigura Adamo ed Eva in preghiera e supplicanti, angeli coi simboli della redenzione, il Cristo Figlio Risorto e il Padre, lo Spirito Santo fra schiere angeliche e la figura appena accennata della Vergine Maria.

## Sacrestia
La sacrestia, altrimenti nota come Cappella delle sorelle Spatafora, ambiente affrescato da Filippo Tancredi (Incoronazione di Maria e altre otto scene nelle vele) presenta un altare in marmi mischi con colonne tortili, un vero trionfo di putti, riccioli, volute su sfondo d'intarsi floreali e animali. Nell'edicola un drappo a baldacchino incornicia una Natività.
Incastonati alla parete due teatrini raffiguranti scene della Natività di Gesù e della Presentazione al Tempio, opere attribuite a Procopio Serpotta. Nicchie con statue, ovali e cornici mistilinee con affreschi (San Francesco d'Assisi, Ultima Cena), un lavabo ad edicola di fattura gaginesca completano lo spazio.

## Cripta

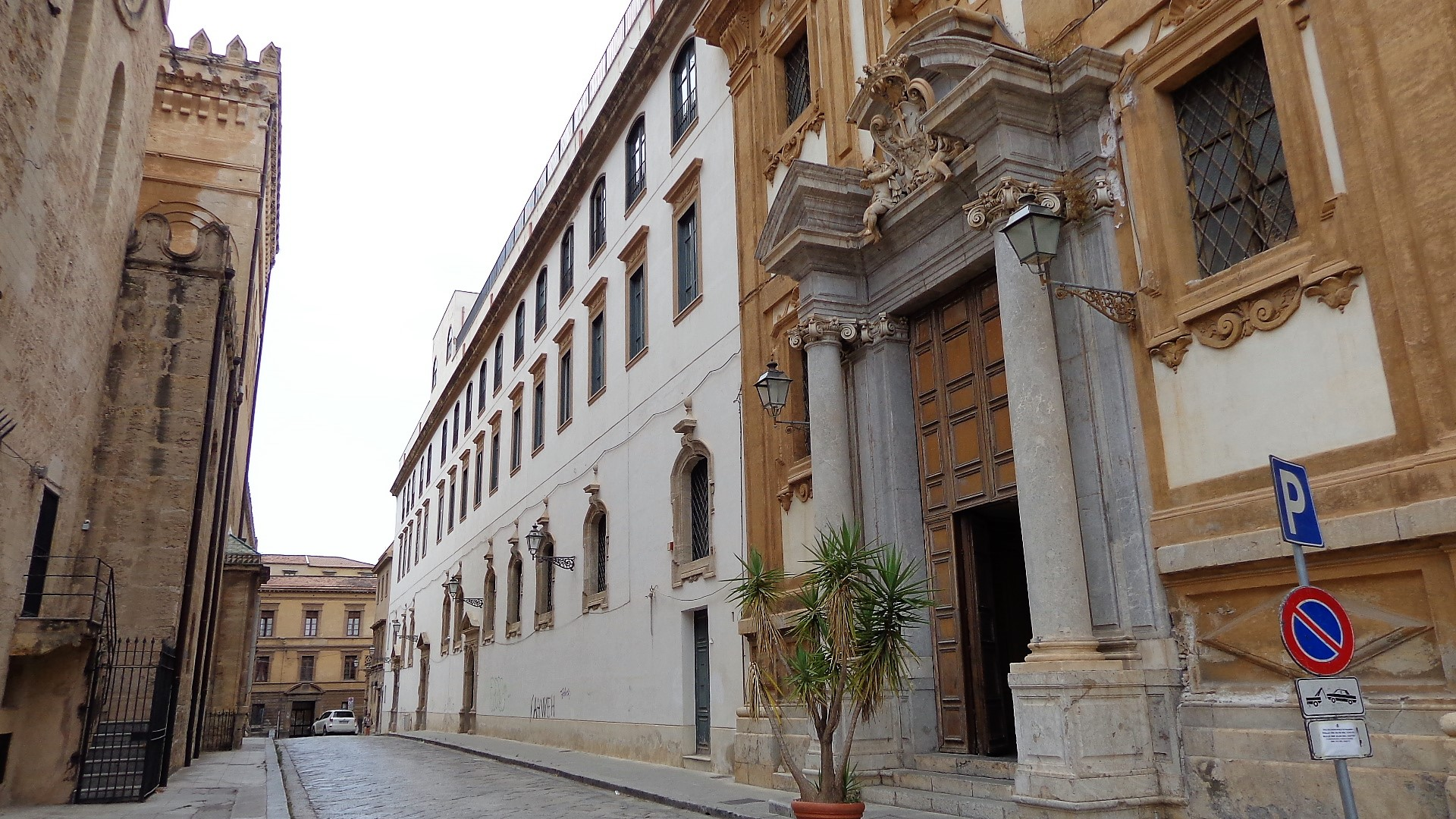
Prospetto di Via Incoronazione.

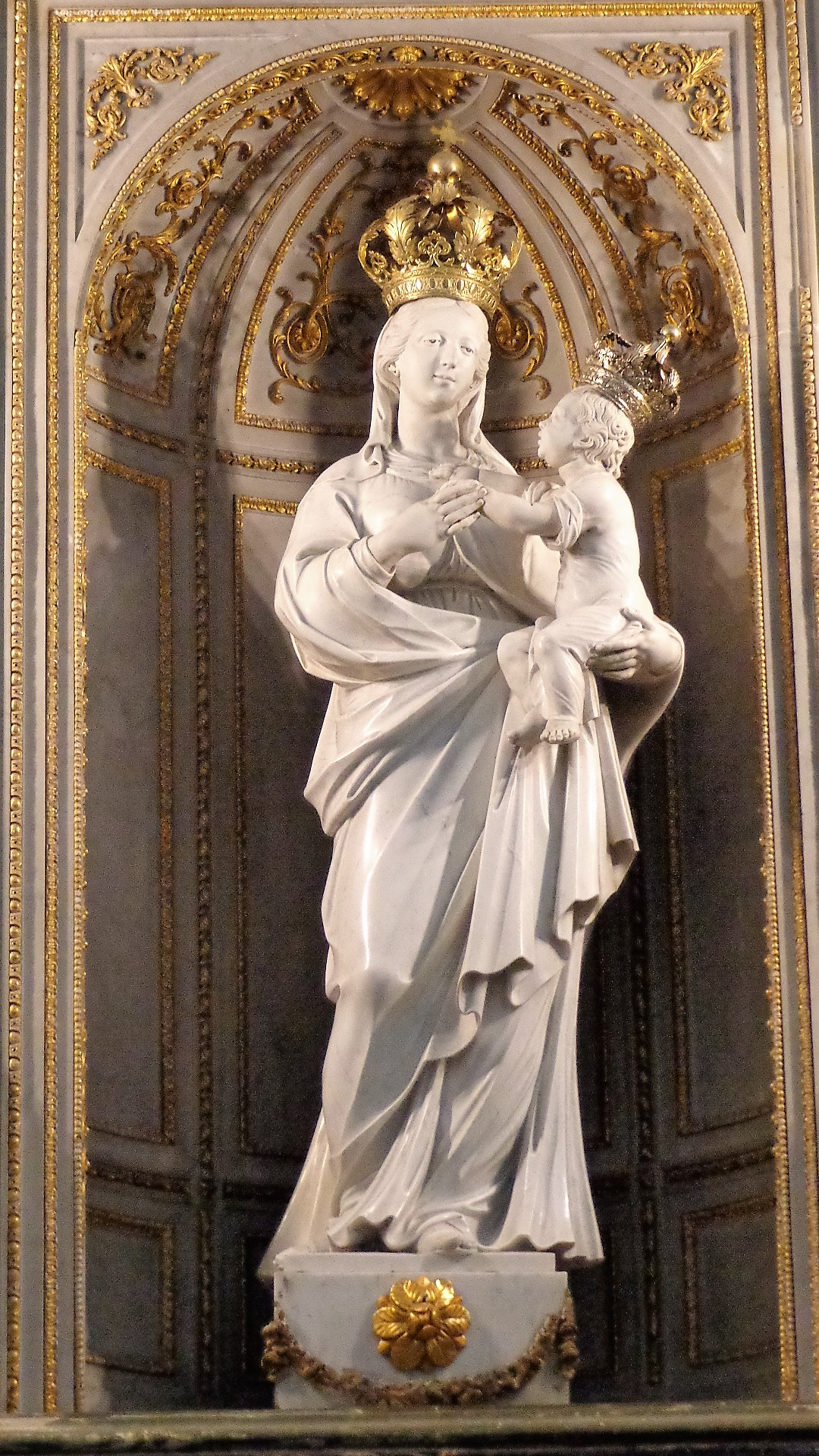
Statua marmorea.

## Primitivo Arcivescovado
L'edificio occupava una porzione di fabbricati dell'isolato di via dell'Incoronazione prospicienti il prospetto settentrionale della Cattedrale.
- 444, È documentato il primitivo arcivescovado.[3]
- 1183, La primitiva sede è parzialmente demolita da Gualtiero Offamilio per la costruzione dell'attuale cattedrale.[3]
- 1460, L'edificio è abbandonato dopo la costruzione del nuovo Palazzo Arcivescovile e adattato a monastero.[3]

## Monastero benedettino di Santa Maria di Monte Oliveto
- 1512, L'imponente edificio è convertito in monastero sotto il titolo di «Santa Maria di Monte Oliveto». La struttura ospitò le monache provenienti dal monastero di Santa Chiara che per un breve periodo avevano lasciato la «regola di Santa Chiara»[1] per accettare la «regola di Monte Oliveto».
- 1520, Per giuramento non adempiuto le monache sono assolte dalla Santa Sede e ripristinano la «regola di Santa Chiara».[5][10]
- 1527, L'acquisizione di tre case dei Marammieri determina la costruzione della Cappella di Santa Maria di Monte Oliveto.[4] I Marammieri o «Prefetti di Fabbrica», erano funzionari preposti al controllo della Maramma. L'istituzione e il luogo avevano le funzioni di archivio della Cattedrale e delle scritture per il funzionamento della stessa: custodiva l'inventario dei materiali e ospitava i controllori preposti a dirigere la complessa «Fabbrica del Duomo».[11] In piena epoca rinascimentale l'imperatore Carlo V d'Asburgo regolamenta la nomina dei Marammieri come garanzia d'imparzialità e per il corretto funzionamento della Fabbrica in considerazione dei numerosi, onerosi e lunghissimi cantieri.[12] Pertanto il numero di edifici destinati a tale scopo non si limitava più solo alla piccola Cappella dell'Incoronata, ma si estendeva a più edifici dello stesso aggregato abitativo.
- ?, La struttura ospita le monache provenienti dal convento di San Nicolò da Tolentino su disposizione dell'arcivescovo Cesare Marullo.[13]
- 1620-1623, Costruzione della chiesa di Santa Maria di Monte Oliveto o «Badia Nuova».[4]

Oggi l'edificio, sottoposto a recenti restauri è sede del seminario arcivescovile.